# Campanus de Novara
Campanus de Novara (c. 1220 - 1296) fue un matemático, astrónomo, astrólogo, y médico italiano, conocido por su trabajo sobre los elementos de Euclides.  En sus escritos figura como Campanus Nouariensis; los documentos contemporáneos se refieren a él como Magister Campanus; apareciendo así mismo su nombre completo como Magister Campanus Nouariensis. Es también referido como Campano da Novara, Giovanni Campano y otros nombres similares. Autores más tardíos (a partir del siglo XVI) a veces se refieren a él como Johannes Campanus o Iohannes Campanus.

## Semblanza
Su fecha de nacimiento es incierta, pero puede situarse en la primera década del siglo XIII y su lugar natal fue muy probablemente Novara, en Lombardía. Sirvió como capellán de los papas Urbano IV, Adriano V, Nicolás IV, y Bonifacio VIII.
Roger Bacon, contemporáneo suyo, se refirió a Campanus de diversas maneras elogiosas: uno de los dos "buenos" (pero no "perfectos") matemáticos de su tiempo; "excelente"; o uno de los matemáticos más grandes de su época. Recompensado con numerosos beneficios eclesiásticos, al morir era un hombre relativamente rico. Falleció en Viterbo en 1296.

## Realizaciones

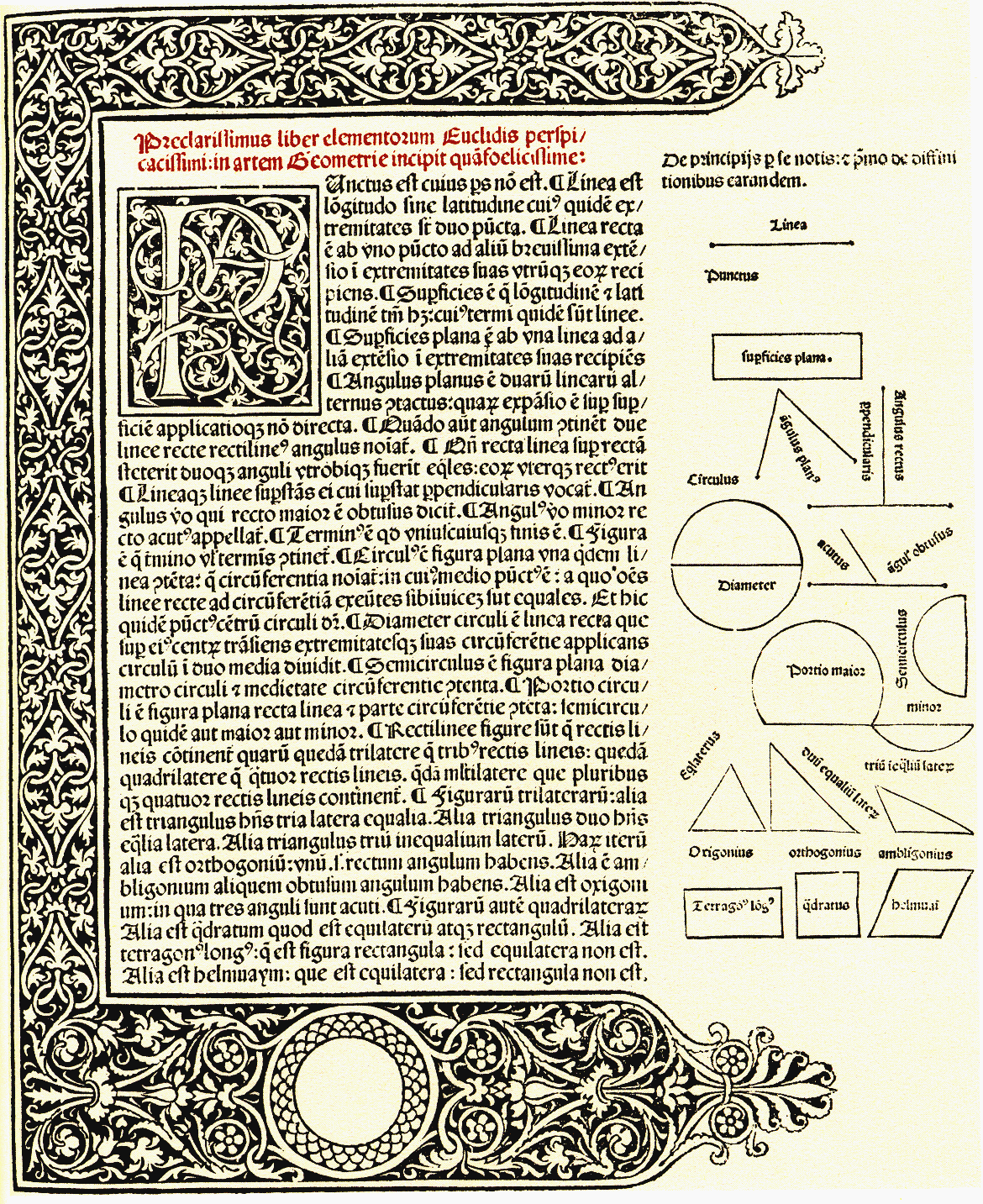
Primera página de la edición latina de los elementos de Euclides por Campanus (impresión de 1482)

Campanus escribió una edición latina de los Elementos de Euclides en quince libros.  Este trabajo fue muy influyente y era la recopilación de Euclides más frecuentemente utilizada hasta el siglo XVI.  Está basado en una recopilación de Robert de Chester y también incluye material de: Arithmetica de Jordanus Nemorarius, el comentario sobre Euclides de Anaritius, y las adiciones del propio Campanus.  Fue la primera edición impresa de Euclides, publicada por Erhard Ratdolt en Venecia en 1482 con el título de Preclarissimus liber elementorum Euclidis perspicacissimi.
En el campo de la astronomía,  escribió el libro Theorica Planetarum en el que describía geométricamente los movimientos de los planetas así como su longitud. También incluía instrucciones sobre la construcción de un equatorium planetario, así como su descripción geométrica.
Campanus intentó determinar los tiempos del movimiento retrógrado de cada planeta. Los datos de los planetas están basados en el Almagesto y en las Tablas Toledanas del astrónomo árabe Azarquiel. Campanus dio instrucciones precisas acerca de la utilización de las tablas, e hizo detallados cálculos de las distancias a los planetas y sus tamaños. Este trabajo se ha denominado "el primer cálculo detallado del sistema astronómico tolemaico...  siendo escrito en el latín hablado en Occidente."
Se le ha atribuido a menudo el sistema de casas astrales para los horóscopos que divide el círculo celeste que pasa por el zénit en arcos iguales de 30°, aunque es conocido que este método ya había sido descrito por autores anteriores.

## Publicaciones
- Elementa, 1255–1259[2][4]
- Theorica planetarum, 1261–1264[2][4]
- Computus maior, 1268[2][4]
- Tractatus de sphera, after 1268[2][4]
- De quadratura circuli[4]
- De quadrante[4]

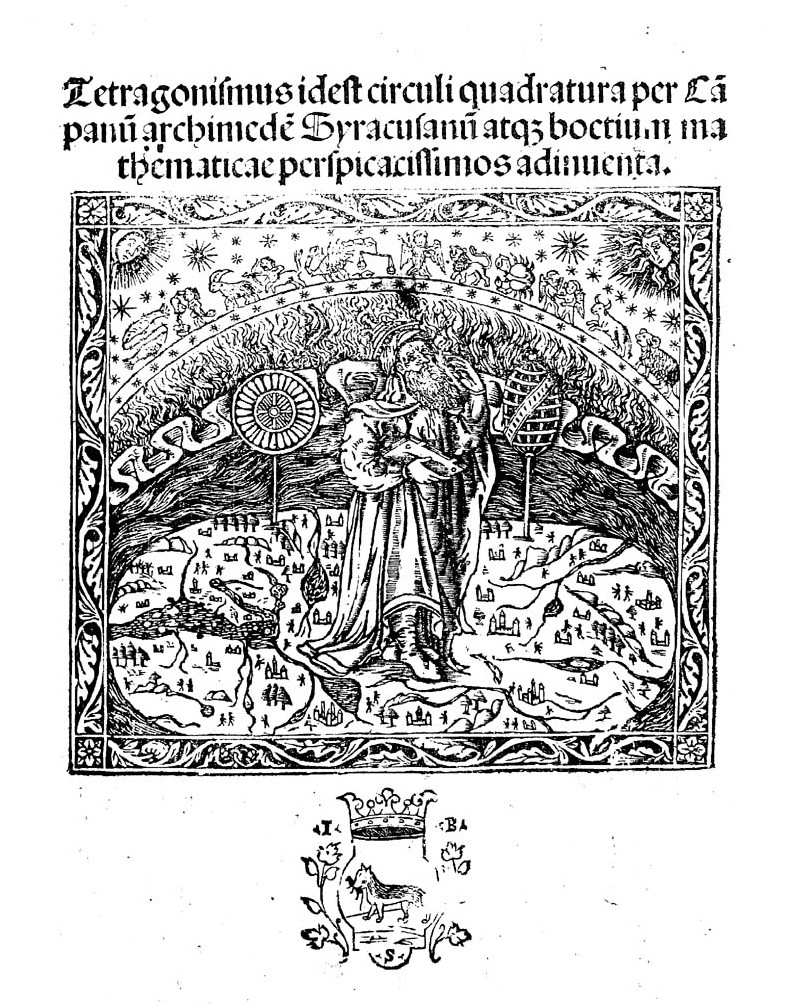
Tetragonismus idest circuli quadratura, 1503

- Tres circulos in astrolapsu descriptos...[4]
- Tractatus de astrologia indicaria[4]

## Eponimia
- El cráter lunar Campanus lleva este nombre en su memoria.[10]